# Мухаммад аль-Ідрісі
Ідрісі (ал-Ідрісі), Абу 'Абдаллах Мухаммад ібн 'Абдаллах ібн Ідріс ал-Хаммуді ал-Хасані, або коротко аль-Ідрісі (1100 — 1165) — арабський географ, картограф і мандрівник. Представник арабського шляхетного роду Ідрісів. Жив у Палермо, Сицилія. Працював при дворі сицилійського короля Рожера II. Автор карти світу Tabula Rogeriana (1154), де згадані Русь і Київ.

## Ім'я
- Едрісі, Абу 'Абдаллах Мухамма ібн 'Абдаллах ібн Ідріс аш-Шеріф аль-Ідрісі аль-Хаммуді аль-Хасані (араб. ابو عبد الله محمد ابن محمد ابن عبد الله ابن ادريس القرطبي الحسني)
- Також — відомий як латиною як Дресіс (лат. Dreses).

## Біографія

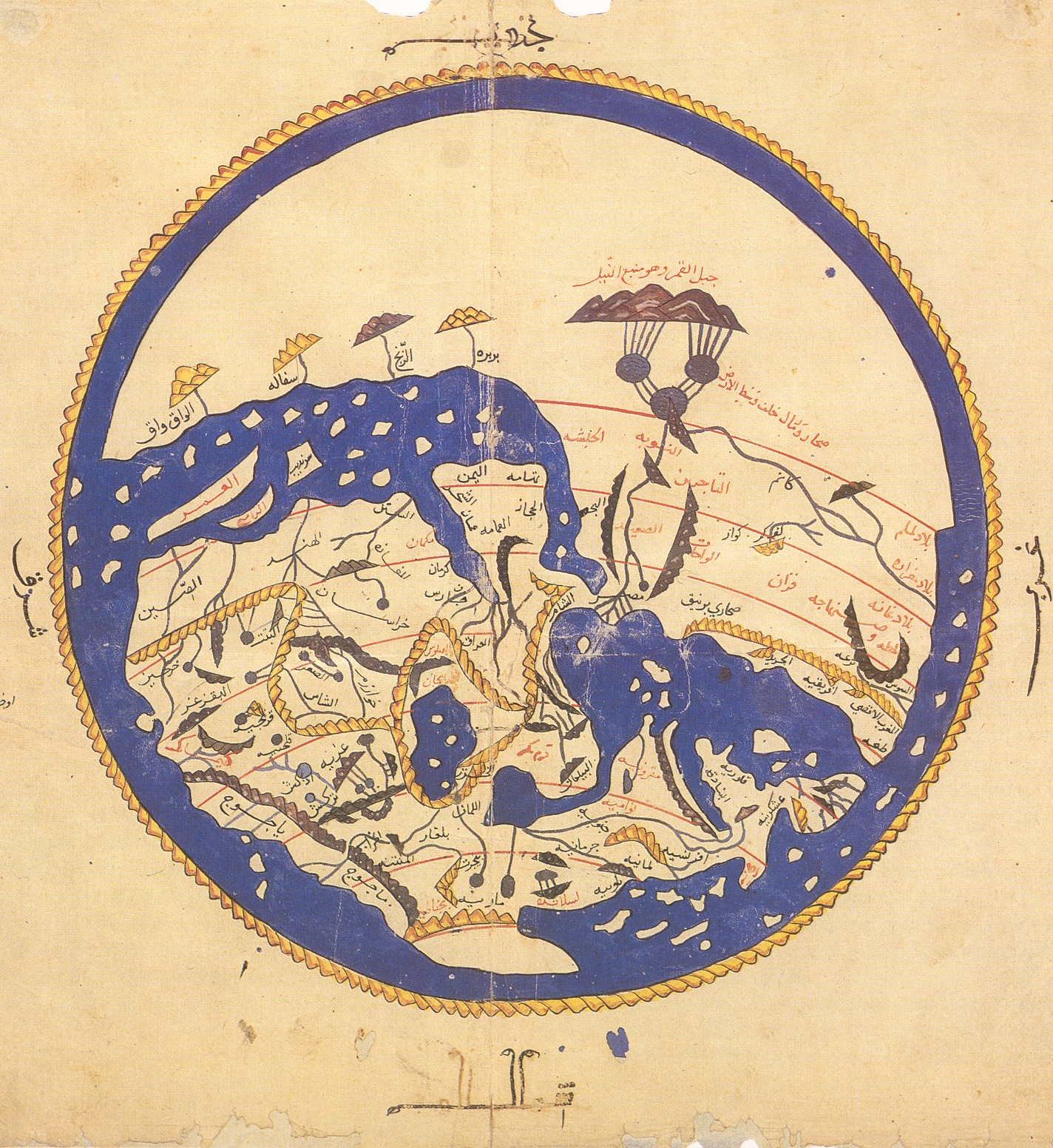
Узагальнююча мапа Аль-Ідрісі, південь, точніше схід за тодішніми уявленнями — нагорі, 1154 рік

Аль-Ідрісі народився бл. 1100 року в Сеуті (Аль-Андалус, зараз Марокко), походив із вельможного роду Алідів-Ідрісідів, нащадків пророка Мухаммада.
Навчався в одному з перших європейських університетів у Кордові. Близько 1138 року переїхав до італійського Палермо, де жив при дворі сицилійського короля Рожера II (роки правління 1130—1154). За дорученням свого покровителя-короля організував низку експедицій, у яких також сам узяв участь, Португалією, Францією, Англією, Малою Азією, Магрибом тощо. За емісарів та інформантів Аль-Ідрісі правили різного роду подорожні, купці, моряки, прочани тощо.
За результатами мандрівок було складено велику мапу відомої на той час частини світу (у вигляді срібної півкулі на папері) і пов'язану з мапою працю-географічну енциклопедію «Книга розради для того, хто прагне подорожувати по областях» (Нузхат ал-муштак, араб. نزهة المشتاق في اختراق الآفاق, подеколи також зустрічається назва «Книга Рожера», завершено в 1154 році).
Землю Аль-Ідрісі ділить на 7 кліматів (10 частин у кожному кліматі). У своєму творі «Книга…» автор подає опис усіх кліматів, і окремі мапи до них.
Доробок Аль-Ідрісі — цінне джерело з історії та історичної географії Європи та Африки, зокрема регіону Середземномор'я, але також містить цікаві матеріали з історії віддаленіших країн і народів, зокрема персів, туркменів тощо. Цей твір є одним з перших описів на основі безпосередніх спостережень у широкому географічному контексті.
На жаль, не всі відомості, про які йдеться в енциклопедії, є описами особистих свідчень навіть емісарів Ідрісі. Наприклад, вони не побували в тогочасній Київській Русі, відтак інформація про сучасні українські землі рясніє неточностями.
Карта аль-Ідрісі 1154 р. подає не тільки територіальне розміщення України, а й уперше на карті міститься назва «Rusia» (Русія, тобто Русь). На карті написи — «Ard al Rusia» — земля Русі (територія Правобережної та Лівобережної України), «muttasil ard al Rusia» — з'єднана земля Русі, «minal Rusia al tuani» — від Русі залежноі. Позначено та підписано річки — Дніпро, Дністер, Дунай, а також Київ (Kiau) та інші українські міста.

## Цікаві факти
На честь географа названо геоінформаційне програмне забезпечення (IDRISI) розроблене лабораторією Clark Labs.
У місті Ужгород встановлено міні-скульптуру Мухаммад аль-Ідрісі. що присвячена відомому арабському мандрівникові і географу, завдяки якому у 1154 році на карті Європи з'явилася перша згадка про Ужгород. Композиція виконана у вигляді столика, за яким, поруч із міні Мухаммадом, можна випити філіжанку кави біля книжкового магазину «Кобзар», що на вул. Корятовича, 1. Відкриття скульптурки 27 вересня 2015 року приурочили до Дня туризму, позаяк Мухаммад аль-Ідрісі був знаним мандрівником і об'їздив у давнину чимало земель.